# Szawliszki
Szawliszki (lit. Šiauliškės) − wieś na Litwie, w rejonie wileńskim, 2 km na wschód od Duksztów, zamieszkana przez 18 ludzi.

## Historia
W dwudziestoleciu międzywojennym leżały w Polsce, w województwie wileńskim, w powiecie wileńsko-trockim, w gminie Mejszagoła.
Po II wojnie światowej w granicach Związku Sowieckiego. Od 1991 na niepodległej Litwie.